# Liberal-Konservative Reformer
Liberal-Konservative Reformer (indtil november 2016: Allianz für Fortschritt und Aufbruch, dansk: Alliance for Fremskridt og Opbrud; forkortet ALFA) er et tysk parti, grundlagt den 19. juli 2015 i Kassel af udbrydere fra Alternative für Deutschland (AfD). Gruppen havde forinden været samlet i den interne opposition "Weckruf 2015" i AfD. Formand og grundlægger er Bernd Lucke, som i sin tid havde været med til at grundlægge AfD. Fem parlamentsmedlemmer i Europa-Parlamentet, tre delegerede i Bremens delstatsparlament og en række kommunalbestyrelsesmedlemmer skiftede fra AfD til ALFA. De har ændret navnet til Liberal-Konservative Reformer, efter de tabte ved landsretten i Augsburg mod organisationen Allianz für Fortschritt und Aufbruch, som brugte samme forkortelse.